# Tjernihiv oblast
Tjernihiv oblast (ukrainsk: Чернігівська область, tr. Tjernihivska oblast) er en af Ukraines 24 oblaster beliggende i den nordøstlige del af landet på grænsen til Den Russiske Føderation og Hviderusland i Polesie lavland, der er en del af Den Østeuropæiske Slette.
Den nordvestlige del af oblasten grænser op til Homel voblast i Hviderusland og den nordøstlige del til Brjansk oblast i Rusland. I Ukraine grænser oblasten op til Kyivreservoiret i Kyiv oblast mod vest, Sumy oblast mod øst og Poltava oblast mod syd. Oblasten er delt af Desna i en nordlig og sydlig del. Desna udmunder i Dnepr lige nord for Kyivs bygrænse.
Tjernihiv oblast blev grundlagt 15. oktober 1932 og er med sit areal på 31.865 km² den tredje største oblast i Ukraine. Oblasten har 959.315 (2022) indbyggere. Oblastens største by og administrative center er Tjernihiv (295.670). Andre større byer er Nizjyn (74.058), Pryluky (58.456), Bakhmatj (18.798) og Nosivka (14.185).

## Administrativ inddeling
Siden juli 2020 har Tjernihiv oblast været inddelt i  5 rajoner (distrikter) - tidligere var der 22. 

Disse er:
- Tjernihiv rajon
- Korjukivskyj rajon
- Nizjyn rajon
- Novhorod-Siverskyj rajon
- Pryluuky rajon